# Calamus karnatakensis
Calamus karnatakensis là loài thực vật có hoa thuộc họ Arecaceae. Loài này được Renuka & Lakshmana mô tả khoa học đầu tiên năm 1990.